# Paris Terres d'Envol
La Paris Terres d'Envol és una de les divisions o Établissement public territorial de la Metròpoli del Gran París creada al 2016.
Està formada per 8 municipis que pertanyen al districte de Le Raincy del departament del Sena Saint-Denis.

## Municipis
1. Aulnay-sous-Bois
2. Le Blanc-Mesnil
3. Le Bourget
4. Drancy
5. Dugny
6. Sevran
7. Tremblay-en-France
8. Villepinte